# Miroslav Drobňák
Miroslav Drobňák (ur. 29 maja 1977 w Šarišské Michaľany) – słowacki piłkarz grający na pozycji pomocnika.
Wcześniej grał w Tatranie Preszów, Interze Bratysława, Skoda Ksanti, Dyskobolii Grodzisk Wielkopolski, a także w MFK Koszyce.
W polskiej I lidze rozegrał w barwach Dyskobolii 5 meczów i strzelił 2 bramki.